# Liste des députés européens de Slovaquie de la 7e législature
Cet article présente la liste des députés européens de Slovaquie pour la période 2009-2014, élus lors des élections européennes de 2009 en Slovaquie.
| Nom                     | Parti                                                       | Groupe parlementaire européen | Portrait |
| ----------------------- | ----------------------------------------------------------- | ----------------------------- | -------- |
| Edit Bauer              | Parti de la coalition hongroise                             | PPE                           |          |
| Monika Flašíková-Beňová | Direction - Social-démocratie                               | S&D                           |          |
| Sergej Kozlík           | Parti populaire - Mouvement pour une Slovaquie démocratique | ALDE                          |          |
| Eduard Kukan            | Union démocrate et chrétienne slovaque - Parti démocrate    | PPE                           |          |
| Vladimír Maňka          | Direction - Social-démocratie                               | S&D                           |          |
| Alajos Mészáros         | Parti de la coalition hongroise                             | PPE                           |          |
| Miroslav Mikolášik      | Mouvement chrétien-démocrate                                | PPE                           |          |
| Katarína Neveďalová     | Direction - Social-démocratie                               | S&D                           |          |
| Jaroslav Paška          | Parti national slovaque                                     | ELD                           |          |
| Monika Smolková         | Direction - Social-démocratie                               | S&D                           |          |
| Peter Šťastný           | Union démocrate et chrétienne slovaque - Parti démocrate    | PPE                           |          |
| Boris Zala              | Direction - Social-démocratie                               | S&D                           |          |
| Anna Záborská           | Mouvement chrétien-démocrate                                | PPE                           |          |